# بالگشتدت
بالگشتدت (به آلمانی: Balgstädt) یک شهر در آلمان است که در بورگنلاندکرایس واقع شده‌است. بالگشتدت ۱٬۱۴۳ نفر جمعیت دارد.